# رابرت ادسون
رابرت ادسون (انگلیسی: Robert Edeson; ۳ ژوئن ۱۸۶۸ – ۲۴ مارس ۱۹۳۱) بازیگر اهل ایالات متحده آمریکا بود.
از فیلم‌ها یا برنامه‌های تلویزیونی که وی در آن نقش داشته‌است می‌توان به همسران احمق، شاهنشاه، بلندپرواز باش و شیکاگو اشاره کرد.